# Золотая малина (премия, 2000)
20-я церемония вручения наград премии «Золотая малина» за сомнительные заслуги в области кинематографа за 1999 год, а также за прошедшее десятилетие и столетие состоялась 25 марта 2000 года в «Sheraton Hotel» (Санта-Моника, Калифорния).

## Список лауреатов и номинантов
Победители выделены отдельным цветом. 

### Лауреаты и номинанты за 1999 год
| Категории                         | Лауреаты и номинанты                                                                                    | Лауреаты и номинанты                                                                            | Лауреаты и номинанты                                                                      |
| --------------------------------- | --- | ----------------------------------------------------------------------------------------------- | ----------------------------------------------------------------------------------------- |
| Худший фильм                      | • Дикий, дикий Вест / Wild Wild West (Warner Bros.)                                                     | • Дикий, дикий Вест / Wild Wild West (Warner Bros.)                                             | • Дикий, дикий Вест / Wild Wild West (Warner Bros.)                                       |
| Худший фильм                      | • Большой папа / Big Daddy (Columbia Pictures)                                                          |                                                                                                 |                                                                                           |
| Худший фильм                      | • Ведьма из Блэр: Курсовая с того света / The Blair Witch Project (Artisan Entertainment)               |                                                                                                 |                                                                                           |
| Худший фильм                      | • Призрак дома на холме / The Haunting (DreamWorks SKG)                                                 |                                                                                                 |                                                                                           |
| Худший фильм                      | • Звёздные войны. Эпизод I: Скрытая угроза / Star Wars Episode I: The Phantom Menace (20th Century-Fox) |                                                                                                 |                                                                                           |
| Худшая мужская роль               | Адам Сэндлер                                                                                            | • Адам Сэндлер — «Большой папа» (за роль Санни Коуфакса)                                        | • Адам Сэндлер — «Большой папа» (за роль Санни Коуфакса)                                  |
| Худшая мужская роль               | Адам Сэндлер                                                                                            | • Кевин Костнер —                                                                               | «Ради любви к игре» (за роль Билли Чэпела), «Послание в бутылке» (за роль Гаррета Блейка) |
| Худшая мужская роль               | Адам Сэндлер                                                                                            | • Кевин Клайн — «Дикий, дикий Вест» (за роль маршала Артемуса Гордона / пр-та Улисса С. Гранта) |                                                                                           |
| Худшая мужская роль               | Адам Сэндлер                                                                                            | • Арнольд Шварценеггер — «Конец света» (за роль Джерико Кейна)                                  |                                                                                           |
| Худшая мужская роль               | Адам Сэндлер                                                                                            | • Робин Уильямс —                                                                               | «Двухсотлетний человек» (за роль Эндрю Мартина), «Якоб лжец» (за роль Якоба Гейма)        |
| Худшая женская роль               | | • Хэзер Донахью — «Ведьма из Блэр: Курсовая с того света» (за роль Хэзер Донахью)               | • Хэзер Донахью — «Ведьма из Блэр: Курсовая с того света» (за роль Хэзер Донахью)         |
| Худшая женская роль               | • Мелани Гриффит — «Женщина без правил» (за роль Люсиль Винсон)                                         |                                                                                                 |                                                                                           |
| Худшая женская роль               | • Милла Йовович — «Жанна д’Арк» (за роль Жанны д’Арк)                                                   |                                                                                                 |                                                                                           |
| Худшая женская роль               | • Шэрон Стоун — «Глория» (за роль Глории)                                                               |                                                                                                 |                                                                                           |
| Худшая женская роль               | • Кэтрин Зета-Джонс —                                                                                   | «Западня» (за роль Вирджинии Бейкер.), «Призрак дома на холме» (за роль Тео)                    |                                                                                           |
| Худшая мужская роль второго плана | | • Джа-Джа Бинкс (голос Ахмеда Беста) — «Звёздные войны. Эпизод I: Скрытая угроза»               | • Джа-Джа Бинкс (голос Ахмеда Беста) — «Звёздные войны. Эпизод I: Скрытая угроза»         |
| Худшая мужская роль второго плана | • Кеннет Брана — «Дикий, дикий Вест» (за роль доктора Арлисса Лавлесса)                                 |                                                                                                 |                                                                                           |
| Худшая мужская роль второго плана | • Гэбриэл Бирн —                                                                                        | «Конец света» (за роль банкира / Сатаны), «Стигматы» (за роль отца Эндрю Кирнана)               |                                                                                           |
| Худшая мужская роль второго плана | • Джейк Ллойд — «Звёздные войны. Эпизод I: Скрытая угроза» (за роль Энакина Скайуокера)                 |                                                                                                 |                                                                                           |
| Худшая мужская роль второго плана | • Роб Шнайдер — «Большой папа» (за роль разносчика пиццы)                                               |                                                                                                 |                                                                                           |
| Худшая женская роль второго плана | Дениз Ричардс                                                                                           | • Дениз Ричардс — «И целого мира мало» (за роль доктора Кристмас Джонс)                         | • Дениз Ричардс — «И целого мира мало» (за роль доктора Кристмас Джонс)                   |
| Худшая женская роль второго плана | Дениз Ричардс                                                                                           | • София Коппола — «Звёздные войны. Эпизод I: Скрытая угроза» (за роль Саче)                     |                                                                                           |
| Худшая женская роль второго плана | Дениз Ричардс                                                                                           | • Сальма Хайек —                                                                                | «Догма» (за роль Серендипити), «Дикий, дикий Вест» (за роль Риты Эскобар)                 |
| Худшая женская роль второго плана | Дениз Ричардс                                                                                           | • Кевин Клайн (в образе проститутки) — «Дикий, дикий Вест»                                      |                                                                                           |
| Худшая женская роль второго плана | Дениз Ричардс                                                                                           | • Джульетт Льюис — «Другая сестра» (за роль Карлы Тэйт)                                         |                                                                                           |

| Худший актёрский дуэт | Кевин Клайн                                                                                               | • Кевин Клайн и Уилл Смит — «Дикий, дикий Вест»                                                           | Уилл Смит                                                                                                 |
| Худший актёрский дуэт | Кевин Клайн                                                                                               | • Пирс Броснан и Дениз Ричардс — «И целого мира мало»                                                     | Уилл Смит                                                                                                 |
| Худший актёрский дуэт | Кевин Клайн                                                                                               | • Шон Коннери и Кэтрин Зета-Джонс — «Западня»                                                             | Уилл Смит                                                                                                 |
| Худший актёрский дуэт | Кевин Клайн                                                                                               | • Джейк Ллойд и Натали Портман — «Звёздные войны. Эпизод I: Скрытая угроза»                               | Уилл Смит                                                                                                 |
| Худший актёрский дуэт | Кевин Клайн                                                                                               | • Лили Тейлор и Кэтрин Зета-Джонс — «Призрак дома на холме»                                               | Уилл Смит                                                                                                 |
| Худший режиссёр       | Барри Зонненфельд                                                                                         | • Барри Зонненфельд за фильм «Дикий, дикий Вест»                                                          | • Барри Зонненфельд за фильм «Дикий, дикий Вест»                                                          |
| Худший режиссёр       | Барри Зонненфельд                                                                                         | • Ян де Бонт — «Призрак дома на холме»                                                                    | |
| Худший режиссёр       | Барри Зонненфельд                                                                                         | • Деннис Дуган — «Большой папа»                                                                           | |
| Худший режиссёр       | Барри Зонненфельд                                                                                         | • Питер Хайамс — «Конец света»                                                                            | |
| Худший режиссёр       | Барри Зонненфельд                                                                                         | • Джордж Лукас — «Звёздные войны. Эпизод I: Скрытая угроза»                                               | |
| Худший сценарий       | • Джим Томас, Джон Томас, С. С. Уилсон, Брент Мэддок, Джефри Прайс и Питер С. Симен — «Дикий, дикий Вест» | • Джим Томас, Джон Томас, С. С. Уилсон, Брент Мэддок, Джефри Прайс и Питер С. Симен — «Дикий, дикий Вест» | • Джим Томас, Джон Томас, С. С. Уилсон, Брент Мэддок, Джефри Прайс и Питер С. Симен — «Дикий, дикий Вест» |
| Худший сценарий       | • Стив Фрэнкс, Тим Херлихи и Адам Сэндлер — «Большой папа»                                                | | |
| Худший сценарий       | • Дэвид Селф — «Призрак дома на холме»                                                                    | | |
| Худший сценарий       | • Стефен Кэй, Скотт Сильвер и Кейт Ланье — Отряд «Стиляги»                                                | | |
| Худший сценарий       | • Джордж Лукас — «Звёздные войны. Эпизод I: Скрытая угроза»                                               | | |
| Худшая песня к фильму | • Wild Wild West — «Дикий, дикий Вест» — авторы: Стиви Уандер, Кул Мо Ди и Уилл Смит                      | • Wild Wild West — «Дикий, дикий Вест» — авторы: Стиви Уандер, Кул Мо Ди и Уилл Смит                      | • Wild Wild West — «Дикий, дикий Вест» — авторы: Стиви Уандер, Кул Мо Ди и Уилл Смит                      |

### Лауреаты и номинанты за прошедшее десятилетие и столетие
| Категории                       | Лауреаты и номинанты                                                                      | Лауреаты и номинанты                                                                        | Лауреаты и номинанты |
| ------------------------------- | ----------------------------------------------------------------------------------------- | ------------------------------------------------------------------------------------------- | -------------------- |
| Худший фильм десятилетия        | • Шоугёлз / Showgirls (7 наград в 1996 году)                                              | • Шоугёлз / Showgirls (7 наград в 1996 году)                                                |                      |
| Худший фильм десятилетия        | • Гори, Голливуд, гори / An Alan Smithee Film: Burn Hollywood Burn (5 наград в 1999 году) |                                                                                             |                      |
| Худший фильм десятилетия        | • Гудзонский ястреб / Hudson Hawk (3 награды в 1992 году)                                 |                                                                                             |                      |
| Худший фильм десятилетия        | • Почтальон / The Postman (5 наград в 1998 году)                                          |                                                                                             |                      |
| Худший фильм десятилетия        | • Стриптиз / Striptease (6 наград в 1997 году)                                            |                                                                                             |                      |
| Худшая новая звезда десятилетия | Поли Шор                                                                                  | • Поли Шор — «Био-Дом», «Парень из Энсино», «Долг присяжного» и т. д.                       |                      |
| Худшая новая звезда десятилетия | Поли Шор                                                                                  | • Элизабет Беркли — «Шоугёлз»                                                               |                      |
| Худшая новая звезда десятилетия | Поли Шор                                                                                  | • Джа-Джа Бинкс (голос Ахмеда Беста) — «Звёздные войны. Эпизод I: Скрытая угроза»           |                      |
| Худшая новая звезда десятилетия | Поли Шор                                                                                  | • София Коппола — «Крёстный отец 3», «Звёздные войны. Эпизод I: Скрытая угроза»             |                      |
| Худшая новая звезда десятилетия | Поли Шор                                                                                  | • Деннис Родман — «Колония», «Суперагент Саймон»                                            |                      |
| Худший актёр века               | Сильвестр Сталлоне                                                                        | • Сильвестр Сталлоне — за 99,5 % от всего, что он когда-либо делал.                         |                      |
| Худший актёр века               | Сильвестр Сталлоне                                                                        | • Кевин Костнер — «Почтальон», «Робин Гуд: Принц воров», «Водный мир», «Уайетт Эрп» и т. д. |                      |
| Худший актёр века               | Сильвестр Сталлоне                                                                        | • Принс — «Мост граффити», «Под вишнёвой луной» и т. д.                                     |                      |
| Худший актёр века               | Сильвестр Сталлоне                                                                        | • Уильям Шетнер — «Звёздный путь», «Звёздный путь 2», «3», «4», «5» и т. д.                 |                      |
| Худший актёр века               | Сильвестр Сталлоне                                                                        | • Поли Шор — «Био-Дом», «Долг присяжного», «Парень из Энсино» и т. д.                       |                      |
| Худшая актриса века             | Мадонна                                                                                   | • Мадонна — «Тело как улика», «Шанхайский сюрприз», «Кто эта девчонка?» и т. д.             |                      |
| Худшая актриса века             | Мадонна                                                                                   | • Элизабет Беркли — «Шоугёлз»                                                               |                      |
| Худшая актриса века             | Мадонна                                                                                   | • Бо Дерек — «Болеро», «Призраки этого не делают», «Тарзан, человек-обезьяна» и т. д.       |                      |
| Худшая актриса века             | Мадонна                                                                                   | • Брук Шилдс — «Голубая лагуна», «Бесконечная любовь», «Сахара», «Зона скорости» и т. д.    |                      |
| Худшая актриса века             | Мадонна                                                                                   | • Пиа Задора — «Путешествие рок-пришельцев», «Бабочка», «Fake-Out», «Одинокая леди» и т. д. |                      |